# 33 Piscium
33 Piscium (33 Psc) és un estel binari a la constel·lació dels Peixos de magnitud aparent +4,61 que s'hi troba a 128 anys llum del sistema solar.

## Característiques del sistema
La component principal de 33 Piscium és una gegant taronja de tipus espectral K0IIIb. Té una temperatura efectiva de 4.750 K i és 24 vegades més lluminosa que el Sol. El seu diàmetre angular, una vegada considerat l'enfosquiment de limbe, és de 1,73 ± 0,02 mil·lisegons d'arc, la qual cosa permet avaluar el seu diàmetre real; aquest, malgrat ser 7 vegades més gran que el del Sol, no és gran per a una gegant de les seves característiques. Gira sobre si mateixa amb una velocitat de rotació projectada de 1,9 km/s i té una massa de 1,7 ± 0,4 masses solars. Presenta una metal·licitat —abundància relativa d'elements més pesants que l'heli— un poc menor que la solar ([Fe/H] = -0,09). Altres elements com sodi, silici, calci i crom presenten uns nivells similars als solars, mentre que el vanadi és una mica més abundant que en el nostre estel. De l'estel secundari només es coneix la seva massa, igual a 0,76 ± 0,11 masses solars.
El període orbital del sistema és de 72,93 dies i l'excentricitat de l'òrbita és ε = 0,27. Aquesta binària no ha pogut ser resolta mitjançant interferometria de clapejat.

## Variabilitat
33 Piscium és una variable RS Canum Venaticorum la lluentor de la qual varia 0,08 magnituds, rebent la denominació, quant a variable, de BC Piscium. Té l'activitat magnètica coneguda més baixa entre aquesta classe de variables; l'Observatori Einstein de rajos X va estudiar el seu flux superficial (< 5x103 ergcm−2s−1), sent aquest inferior en dos ordres de magnitud als fluxos superficials observats en els sistemes RS Canum Venaticorum de llarg període amb menor activitat.